# Albano Dante Fachin
Albano Dante Fachin Pozzi, né le 22 avril 1976 à Bahía Blanca, est un journaliste et homme politique espagnol et argentin. Il a été député au Parlement de Catalogne lors de la XI Législature pour la coalition de Catalogne oui c'est possible. En 2017 il fonde le parti Som Alternativa. Il se présente comme tête de liste à Barcelone pour la coalition Front Republicà aux Élections générales espagnoles d'avril 2019.

## Biographie
Il est né à Bahía Blanca, une ville de la province de Buenos Aires, en Argentine, en 1976. Le 4 avril 1992, peu avant l'âge de 16 ans, il est arrivé en Catalogne avec ses parents et ses deux frères. Il a étudié à l'IES Sa Palomera de Blanes et par la suite la philologie anglaise à l'Université de Barcelone, sans terminer ses études.
 
En 2004, il a fondé à Blanes avec sa compagne Marta Sibina i Camps le magazine Café amb llet, une publication mensuelle gratuite en Catalogne. En 2011, il commence à étudier et à publier sur le fonctionnement de la santé publique catalane et publie en 2013, avec Marta Sibina, le livre "Artur Mas: où est mon argent" avec le résultat de toutes les recherches et dénonçant l'opacité de la santé.
En 2018, il a publié, avec Àngels Martínez i Castells, le livre auto-publié "Rapport urgent depuis les sièges 4 et 5", après la fin du mandat des deux députés du Parlement de Catalogne.

### Parcours politique
Il a commencé l'activisme dans la rue avec le Mouvement des Indignés et depuis lors, il combine l'activisme avec le journalisme. Il a participé à divers groupes de défense de la santé publique et a collaboré avec le Cercle de santé de Podem.
Il est membre et promoteur du Procés Constituent a Catalunya, créé en avril 2013 pour promouvoir un changement de modèle politique, économique et social, dirigé par Arcadi Oliveres et Teresa Forcades.
En janvier 2014, il était l'un des signataires du manifeste "Moving Tab" lancé par des intellectuels et des militants appelant à l'indignation face au changement politique et pour créer une offre populaire pour la récupération de la souveraineté populaire pour les élections européennes.
En juin 2015, il remporte les primaires de Podem en Catalogne et devient le leader du parti lors des élections au Parlement catalan de 2015 avec 64% des voix.
Albano Dante Fachin Pozzi s'est présenté à la cinquième place de la coalition de gauche Catalogne oui c'est possible dans la liste de la circonscription électorale de Barcelone aux Élections au Parlement de Catalogne de 2015.
En juillet 2016, il a remporté les élections primaires organisées pour constituer le nouvel exécutif de Podem en Catalogne. Il a recueilli 42% des près de 7 000 suffrages exprimés devant la députée catalane Jéssica Albiach et du député au Congrès Raimundo Viejo; le sénateur Óscar Guardingo et l'activiste de la Plateforme des victimes du crédit hypothécaire, Rafael García.
En conséquence de l'intervention Généralité de Catalogne et de la destitution du Parlement de Catalogne à la suite de la déclaration d'indépendance de la Catalogne et par l'utilisation par le gouvernement espagnol de l'Article 155 de la Constitution espagnole de 1978, il perd son siège de député. Les événements qui suivent (emprisonnement de militants et d'une grande partie du gouvernement de Catalogne, exil de Carles Puigdemont et du reste du gouvernement, etc), Albano Dante Fachin Pozzi prend la défense des droits civils tout en maintenant la défense de l'unité de l'État. Cependant, la direction de Podemos considère qu'il est trop proche des partis indépendantistes et ouvre alors un processus de destitution du dirigeant à la tête de Podem Catalunya.
Le 12 novembre 2017, il crée avec d'anciens membres de Podem, le parti politique Som Alternativa. C'est au nom de ce parti qu'il œuvre pour la constitution d'une coalition indépendantiste de gauche pour les Élections générales espagnoles d'avril 2019. Cette coalition se nome Front Republicà et se compose de Poble Lliure, de Som Alternativa et de Pirates de Catalunya. Albano Dante Fachin Pozzi est le tête de liste à Barcelone.

### Sources
- (ca) Cet article est partiellement ou en totalité issu de l’article de Wikipédia en catalan intitulé « Albano Dante Fachin Pozzi » (voir la liste des auteurs).